# Antheuil-Portes
Antheuil-Portes is een gemeente in het Franse departement Oise (regio Hauts-de-France) en telt 414 inwoners (2005). De plaats maakt deel uit van het arrondissement Compiègne.

## Geografie
De oppervlakte van Antheuil-Portes bedraagt 10,7 km², de bevolkingsdichtheid is 38,7 inwoners per km².
De onderstaande kaart toont de ligging van Antheuil-Portes met de belangrijkste infrastructuur en aangrenzende gemeenten.

## Demografie
Onderstaande figuur toont het verloop van het inwonertal (bron: INSEE-tellingen).